# Veljko Birmančević
Veljko Birmančević, né le 5 mars 1998 à Šabac en Serbie, est un footballeur international serbe qui évolue au poste d'ailier gauche au Sparta Prague.

## Biographie

### Débuts professionnels
Né à Šabac en Serbie, Veljko Birmančević est formé par l'un des clubs les plus importants de Serbie, le Partizan Belgrade. Il signe son premier contrat professionnel le 12 février 2016 et décide de prendre le numéro 30.
De 2016 à 2018 il est prêté au FK Teleoptik puis au Rad Belgrade.

### FK Čukarički
Pour la saison 2018-2019, il est prêté au FK Čukarički. Il joue son premier match sous ses nouvelles couleurs le 21 juillet 2018 lors de la première journée de championnat face au FK Zemun (1-1).
Lors de l'été 2019, Birmančević rejoint définitivement le FK Čukarički.

### Malmö FF
Le 3 mars 2021, Veljko Birmančević rejoint la Suède en s'engageant avec le Malmö FF pour un contrat courant jusqu'en décembre 2024,.
Il joue un rôle important lors de la phase de qualification pour la phase de groupe de la Ligue des Champions 2021-2022 en marquant presque tous les buts importants de son équipe. Il se montre en effet décisif lors de la double confrontation contre le PFK Ludogorets Razgrad en ouvrant le score à l'aller le 18 août 2021 (victoire 2-0 de Malmö) et en égalisant lors du match retour le 24 août suivant (2-1 pour Ludogorets).

### Toulouse FC
Le 1er septembre 2022, lors du dernier jour du mercato estival, Veljko Birmančević s'engage en Ligue 1 avec le Toulouse FC, pour une somme de 3 millions d'euros. 5 ans après le départ du dernier joueur Serbe au TFC en 2017, il est le premier joueur de cette nationalité à évoluer au club sous l'ère Damien Comolli. Il devient le successeur de ses compatriotes Pavle Ninkov, Uroš Spajić, Aleksandar Pešić et Dušan Veškovac ayant évolué avec les violets entre 2011 et 2017.
Birmančević inscrit son premier but pour le TFC le 8 janvier 2023, lors d'une rencontre de coupe de France contre le Lannion FC. Il est titularisé et son équipe s'impose par sept buts à un.

### Sparta Prague
Lors de l'été 2023, Veljko Birmančević rejoint l'AC Sparta Prague sous la forme d'un prêt d'une saison avec option d'achat. Le transfert est annoncé le 22 juin 2023.
Birmančević marque son premier but pour le Sparta le 5 août 2023, lors d'une rencontre de championnat face au FK Pardubice. Titularisé, il participe à la victoire de son équipe par cinq buts à deux.
Le 5 mars 2024, jour des 26 ans du joueur, le Sparta Prague lève l'option d'achat. Birmančević rejoint ainsi définitivement le club de la capitale tchèque à compter du 1er juillet 2024,.

### En sélection
Le 15 novembre 2018, Veljko Birmančević joue son premier match avec l'équipe de Serbie espoirs lors d'un match perdu face au Monténégro (1-0).
Veljko Birmančević honore sa première sélection avec l'équipe nationale de Serbie le 25 janvier 2021, lors d'un match amical contre la République dominicaine. Il est titularisé, et les deux équipes se neutralisent (0-0 score final),.
Il est retenu dans la liste des 26 joueurs serbes du sélectionneur Dragan Stojković pour participer à l'Euro 2024.

## Palmarès
Malmö FF
- Championnat de Suède (1) :
  - Champion : 2021.
- Svenska Cupen (1) 
  - Vainqueur : 2021-2022

 Toulouse FC
- Vainqueur de la Coupe de France en 2023

## Statistiques
| Saison                | Club                  | Championnat           | Championnat | Championnat | Championnat | Coupe(s) nationale(s) | Coupe(s) nationale(s) | Coupe(s) nationale(s) | Supercoupe | Supercoupe | Supercoupe | Compétition(s) continentale(s) | Compétition(s) continentale(s) | Compétition(s) continentale(s) | Compétition(s) continentale(s) | Total | Total | Total |
| Saison                | Club                  | Division              | M.          | B.          | P.d.        | M.                    | B.                    | P.d.                  | M.         | B.         | P.d.       | Comp.                          | M.                             | B.                             | P.d.                           | M.    | B.    | P.d.  |
| 2015-2016             | Partizan Belgrade     | Super liga            | 3           | 0           | 0           | -                     | -                     | -                     | -          | -          | -          | -                              | -                              | -                              | -                              | 3     | 0     | 0     |
| Sous-total            | Sous-total            | Sous-total            | 3           | 0           | 0           | -                     | -                     | -                     | -          | -          | -          | -                              | -                              | -                              | -                              | 3     | 0     | 0     |
| 2017-2018             | FK Teleoptik (prêt)   | Super liga            | 12          | 1           | 0           | -                     | -                     | -                     | -          | -          | -          | -                              | -                              | -                              | -                              | 12    | 1     | 0     |
| 2017-2018             | Rad Belgrade (prêt)   | Super liga            | 11          | 1           | 1           | -                     | -                     | -                     | -          | -          | -          | -                              | -                              | -                              | -                              | 11    | 1     | 1     |
| Sous-total            | Sous-total            | Sous-total            | 23          | 2           | 1           | -                     | -                     | -                     | -          | -          | -          | -                              | -                              | -                              | -                              | 23    | 2     | 1     |
| 2018-2019             | FK Čukarički (prêt)   | Super liga            | 25          | 0           | 1           | 1                     | 0                     | 0                     | -          | -          | -          | -                              | -                              | -                              | -                              | 26    | 0     | 1     |
| 2019-2020             | FK Čukarički          | Super liga            | 26          | 2           | 6           | 4                     | 1                     | 1                     | -          | -          | -          | C3                             | 3                              | 1                              | 2                              | 33    | 4     | 9     |
| 2020-2021             | FK Čukarički          | Super liga            | 22          | 9           | 5           | 2                     | 2                     | 1                     | -          | -          | -          | -                              | -                              | -                              | -                              | 24    | 11    | 6     |
| Sous-total            | Sous-total            | Sous-total            | 73          | 11          | 12          | 7                     | 3                     | 2                     | -          | -          | -          | -                              | 3                              | 1                              | 2                              | 83    | 15    | 16    |
| 2021                  | Malmö FF              | Allsvenskan           | 28          | 9           | 4           | 5                     | 5                     | 1                     | -          | -          | -          | C1                             | 13                             | 4                              | 3                              | 46    | 18    | 8     |
| 2022                  | Malmö FF              | Allsvenskan           | 18          | 5           | 3           | -                     | -                     | -                     | -          | -          | -          | C1+C3                          | 4+3                            | 2+2                            | 1+1                            | 25    | 9     | 5     |
| Sous-total            | Sous-total            | Sous-total            | 46          | 14          | 7           | 5                     | 5                     | 1                     | -          | -          | -          | -                              | 20                             | 8                              | 5                              | 71    | 27    | 13    |
| 2022-2023             | Toulouse FC           | Ligue 1               | 24          | 0           | 0           | 5                     | 1                     | 0                     | -          | -          | -          | -                              | -                              | -                              | -                              | 29    | 1     | 0     |
| Sous-total            | Sous-total            | Sous-total            | 24          | 0           | 0           | 5                     | 1                     | 0                     | -          | -          | -          | -                              | -                              | -                              | -                              | 29    | 1     | 0     |
| 2023-2024             | Sparta Prague (prêt)  | Fortuna Liga          | 20          | 7           | 8           | 1                     | 0                     | 0                     | -          | -          | -          | C1+C3                          | 2+9                            | 1+3                            | 0+1                            | 32    | 11    | 9     |
| Total sur la carrière | Total sur la carrière | Total sur la carrière | 189         | 34          | 28          | 18                    | 9                     | 3                     | -          | -          | -          | -                              | 34                             | 13                             | 8                              | 241   | 56    | 39    |